# Copa de la Liga (Inglaterra)
La Copa de la Liga de Inglaterra (en inglés: English Football League Cup), conocida como EFL Cup, y, actualmente como Carabao Cup por motivos de patrocinio, es una competición de fútbol de Inglaterra en la cual participan los 92 equipos de las cuatro primeras categorías del fútbol inglés, incluidos los clubes galeses que participan en dichas ligas.
Celebrada por primera vez en la temporada 1960-61 como la Football League Cup es una de las tres competiciones de fútbol nacionales de primer nivel en Inglaterra junto con la Premier League y la FA Cup. Concluye en febrero, mucho antes que las otras dos, que finalizan en mayo. Fue introducida por la liga como respuesta a la creciente popularidad del fútbol europeo y también para ejercer poder sobre la FA. También aprovechó la instalación de focos, lo que permitió que los partidos se jugaran como partidos nocturnos entre semana. Con el cambio de nombre de la Football League a English Football League en 2016, el torneo pasó a llamarse EFL Cup a partir de la temporada 2016-17.
El torneo se juega en siete rondas, con eliminatorias a partido único en todas las etapas, excepto en las semifinales. La final se disputa en el Estadio de Wembley, que es el único partido de la competición que se juega en una sede neutral y en fin de semana (domingo). Las dos primeras rondas se dividen en secciones Norte y Sur, y un sistema de descansos basado en el nivel de la liga garantiza que los equipos mejor clasificados ingresen a rondas posteriores y pospone la entrada de equipos que aún participan en Europa. Los ganadores no sólo reciben la EFL Cup, de la cual ha habido tres diseños, siendo el actual también el original, sino que también se clasifican para el fútbol europeo: desde la 1966–67 hasta la 1971–72 los ganadores recibieron un lugar en la Copa Internacional de Ciudades en Feria, desde la 1972-1973 hasta la temporada 2019-20 en la UEFA Europa League (anteriormente Copa de la UEFA) y comenzando con la temporada 2020-21 en la UEFA Europa Conference League. Si el ganador también se clasifica para Europa por otros medios al final de la temporada, esta plaza se transfiere al equipo mejor clasificado de la Premier League que aún no se haya clasificado para la competición europea. El club más exitoso de la competición es el Liverpool con 10 conquistas. El actual campeón es el Newcastle United, quien le ganó por 2 a 1 a Liverpool en la final disputada el 16 de marzo de 2025.

## Estatus
Aunque la Copa de la Liga es uno de los cuatro trofeos nacionales que pueden obtener los equipos de la liga inglesa, se considera de menor prestigio que el título de liga o la FA Cup. Los ganadores de la Copa de la Liga reciben £100.000 en premios (otorgados por la Football League) y los subcampeones reciben £50.000, lo que se considera relativamente insignificante para los equipos de primera categoría, en comparación con los £2 millones en premios de la FA Cup, que a su vez es eclipsado por el dinero televisivo de la Premier League (otorgado en la última posición de la liga) y la consiguiente participación en la Liga de Campeones.
Algunos clubes han presentado repetidamente un equipo más débil en la competencia, lo que hace más probable la oportunidad de que los equipos de divisiones inferiores puedan eliminar a los clubes más grandes. Muchos equipos de la Premier League, Arsenal y Manchester United en particular, han utilizado la competición para brindar a los jugadores jóvenes una valiosa experiencia en los grandes partidos.
Sin embargo, en 2010, en respuesta a la afirmación de Arsène Wenger de que una victoria en la Copa de la Liga no pondría fin a su sequía de trofeos, Alex Ferguson describió el trofeo como que valía la pena ganarlo. Después de un período de declive en el que el futuro de la competición se cuestionaba regularmente, en los últimos años se ha visto un resurgimiento del respeto por el trofeo, ya que los clubes más grandes de la Premier League han vuelto a dominar la competición y la naturaleza del desarrollo de la competición ha comenzado a ser visto como algo positivo para los clubes implicados. Los gigantes de la Premier League, Manchester City (6), Manchester United (5), Liverpool (5) y Chelsea (3), ganaron entre ellos 19 ediciones del torneo entre 2001 y 2024.

## Historial
A continuación se muestran los resultados de las finales de la Copa de la Liga de Inglaterra:

### Ida y vuelta
| Temporada | Local                                                     | Resultado | Visitante            | Sede                            |
| --------- | --------------------------------------------------------- | --------- | -------------------- | ------------------------------- |
| 1960-61   | Rotherham United                                          | 2 - 0     | Aston Villa          | Millmoor, Rotherham             |
| 1960-61   | Aston Villa                                               | 3 - 0     | Rotherham United     | Villa Park, Birmingham          |
| 1960-61   | Aston Villa ganó por un marcador global de 3 - 2          |           |                      |                                 |
| 1961-62   | Rochdale                                                  | 0 - 3     | Norwich City         | Spotland Stadium, Rochdale      |
| 1961-62   | Norwich City                                              | 1 - 0     | Rochdale             | Carrow Road, Norwich            |
| 1961-62   | Norwich City ganó por un marcador global de 4 - 0         |           |                      |                                 |
| 1962-63   | Birmingham City                                           | 3 - 1     | Aston Villa          | St Andrew's Stadium, Birmingham |
| 1962-63   | Aston Villa                                               | 0 - 0     | Birmingham City      | Villa Park, Birmingham          |
| 1962-63   | Birmingham City ganó por un marcador global de 3 - 1      |           |                      |                                 |
| 1963-64   | Stoke City                                                | 1 - 1     | Leicester City       | Victoria Ground, Stoke-on-Trent |
| 1963-64   | Leicester City                                            | 3 - 2     | Stoke City           | Filbert Street, Leicester       |
| 1963-64   | Leicester City ganó por un marcador global de 4 - 3       |           |                      |                                 |
| 1964-65   | Chelsea                                                   | 3 - 2     | Leicester City       | Stamford Bridge, Londres        |
| 1964-65   | Leicester City                                            | 0 - 0     | Chelsea              | Filbert Street, Leicester       |
| 1964-65   | Chelsea ganó por un marcador global de 3 - 2              |           |                      |                                 |
| 1965-66   | West Ham United                                           | 2 - 1     | West Bromwich Albion | Boleyn Ground, Londres          |
| 1965-66   | West Bromwich Albion                                      | 4 - 1     | West Ham United      | The Hawthorns, West Bromwich    |
| 1965-66   | West Bromwich Albion ganó por un marcador global de 5 - 3 |           |                      |                                 |

### Partido único
| Edición | Campeón                 | Resultado          | Subcampeón           | Sede                        |
| EFL Cup | EFL Cup                 | EFL Cup            | EFL Cup              | EFL Cup                     |
| ------- | ----------------------- | ------------------ | -------------------- | --------------------------- |
| 1966-67 | Queens Park Rangers     | 3 - 2              | West Bromwich Albion | Estadio de Wembley, Londres |
| 1967-68 | Leeds United            | 1 - 0              | Arsenal              | Estadio de Wembley, Londres |
| 1968-69 | Swindon Town            | 3 - 1              | Arsenal              | Estadio de Wembley, Londres |
| 1969-70 | Manchester City         | 2 - 1              | West Bromwich Albion | Estadio de Wembley, Londres |
| 1970-71 | Tottenham Hotspur       | 2 - 0              | Aston Villa          | Estadio de Wembley, Londres |
| 1971-72 | Stoke City              | 2 - 1              | Chelsea              | Estadio de Wembley, Londres |
| 1972-73 | Tottenham Hotspur       | 1 - 0              | Norwich City         | Estadio de Wembley, Londres |
| 1973-74 | Wolverhampton Wanderers | 2 - 1              | Manchester City      | Estadio de Wembley, Londres |
| 1974-75 | Aston Villa             | 1 - 0              | Norwich City         | Estadio de Wembley, Londres |
| 1975-76 | Manchester City         | 2 - 1              | Newcastle United     | Estadio de Wembley, Londres |
| 1976-77 | Aston Villa             | 0 - 0 1 - 1 3 - 2  | Everton              | Estadio de Wembley, Londres |
| 1977-78 | Nottingham Forest       | 0 - 0 1 - 0        | Liverpool            | Estadio de Wembley, Londres |
| 1978-79 | Nottingham Forest       | 3 - 2              | Southampton          | Estadio de Wembley, Londres |
| 1979-80 | Wolverhampton Wanderers | 1 - 0              | Nottingham Forest    | Estadio de Wembley, Londres |
| 1980-81 | Liverpool               | 1 - 1 2 - 1        | West Ham United      | Estadio de Wembley, Londres |
| 1981-82 | Liverpool               | 3 - 1              | Tottenham Hotspur    | Estadio de Wembley, Londres |
| 1982-83 | Liverpool               | 2 - 1              | Manchester United    | Estadio de Wembley, Londres |
| 1983-84 | Liverpool               | 0 - 0 1 - 0        | Everton              | Estadio de Wembley, Londres |
| 1984-85 | Norwich City            | 1 - 0              | Sunderland           | Estadio de Wembley, Londres |
| 1985-86 | Oxford United           | 3 - 0              | Queens Park Rangers  | Estadio de Wembley, Londres |
| 1986-87 | Arsenal                 | 2 - 1              | Liverpool            | Estadio de Wembley, Londres |
| 1987-88 | Luton Town              | 3 - 2              | Arsenal              | Estadio de Wembley, Londres |
| 1988-89 | Nottingham Forest       | 3 - 1              | Luton Town           | Estadio de Wembley, Londres |
| 1989-90 | Nottingham Forest       | 1 - 0              | Oldham Athletic      | Estadio de Wembley, Londres |
| 1990-91 | Sheffield Wednesday     | 1 - 0              | Manchester United    | Estadio de Wembley, Londres |
| 1991-92 | Manchester United       | 1 - 0              | Nottingham Forest    | Estadio de Wembley, Londres |
| 1992-93 | Arsenal                 | 2 - 1              | Sheffield Wednesday  | Estadio de Wembley, Londres |
| 1993-94 | Aston Villa             | 3 - 1              | Manchester United    | Estadio de Wembley, Londres |
| 1994-95 | Liverpool               | 2 - 1              | Bolton Wanderers     | Estadio de Wembley, Londres |
| 1995-96 | Aston Villa             | 3 - 0              | Leeds United         | Estadio de Wembley, Londres |
| 1996-97 | Leicester City          | 1 - 1 1 - 0        | Middlesbrough        | Estadio de Wembley, Londres |
| 1997-98 | Chelsea                 | 2 - 0              | Middlesbrough        | Estadio de Wembley, Londres |
| 1998-99 | Tottenham Hotspur       | 1 - 0              | Leicester City       | Estadio de Wembley, Londres |
| 1999-00 | Leicester City          | 2 - 1              | Tranmere Rovers      | Estadio de Wembley, Londres |
| 2000-01 | Liverpool               | 1 - 1 (5-4 pen.)   | Birmingham City      | Millenium Stadium, Cardiff  |
| 2001-02 | Blackburn Rovers        | 2 - 1              | Tottenham Hotspur    | Millenium Stadium, Cardiff  |
| 2002-03 | Liverpool               | 2 - 0              | Manchester United    | Millenium Stadium, Cardiff  |
| 2003-04 | Middlesbrough           | 2 - 1              | Bolton Wanderers     | Millenium Stadium, Cardiff  |
| 2004-05 | Chelsea                 | 3 - 2              | Liverpool            | Millenium Stadium, Cardiff  |
| 2005-06 | Manchester United       | 4 - 0              | Wigan Athletic       | Millenium Stadium, Cardiff  |
| 2006-07 | Chelsea                 | 2 - 1              | Arsenal              | Millenium Stadium, Cardiff  |
| 2007-08 | Tottenham Hotspur       | 2 - 1              | Chelsea              | Estadio de Wembley, Londres |
| 2008-09 | Manchester United       | 0 - 0 (4-1 pen.)   | Tottenham Hotspur    | Estadio de Wembley, Londres |
| 2009-10 | Manchester United       | 2 - 1              | Aston Villa          | Estadio de Wembley, Londres |
| 2010-11 | Birmingham City         | 2 - 1              | Arsenal              | Estadio de Wembley, Londres |
| 2011-12 | Liverpool               | 2 - 2 (3-2 pen.)   | Cardiff City         | Estadio de Wembley, Londres |
| 2012-13 | Swansea City            | 5 - 0              | Bradford City        | Estadio de Wembley, Londres |
| 2013-14 | Manchester City         | 3 - 1              | Sunderland           | Estadio de Wembley, Londres |
| 2014-15 | Chelsea                 | 2 - 0              | Tottenham Hotspur    | Estadio de Wembley, Londres |
| 2015-16 | Manchester City         | 1 - 1 (3-1 pen.)   | Liverpool            | Estadio de Wembley, Londres |
| 2016-17 | Manchester United       | 3 - 2              | Southampton          | Estadio de Wembley, Londres |
| 2017-18 | Manchester City         | 3 - 0              | Arsenal              | Estadio de Wembley, Londres |
| 2018-19 | Manchester City         | 0 - 0 (4-3 pen.)   | Chelsea              | Estadio de Wembley, Londres |
| 2019-20 | Manchester City         | 2 - 1              | Aston Villa          | Estadio de Wembley, Londres |
| 2020-21 | Manchester City         | 1 - 0              | Tottenham Hotspur    | Estadio de Wembley, Londres |
| 2021-22 | Liverpool               | 0 - 0 (11-10 pen.) | Chelsea              | Estadio de Wembley, Londres |
| 2022-23 | Manchester United       | 2 - 0              | Newcastle United     | Estadio de Wembley, Londres |
| 2023-24 | Liverpool               | 1 - 0              | Chelsea              | Estadio de Wembley, Londres |
| 2024-25 | Newcastle United        | 2 - 1              | Liverpool            | Estadio de Wembley, Londres |

## Palmarés
| Club                    | Campeón | Subcampeón | Años campeón                                               | Años subcampeón                    |
| ----------------------- | ------- | ---------- | ---------------------------------------------------------- | ---------------------------------- |
| Liverpool               | 10      | 5          | 1981, 1982, 1983, 1984, 1995, 2001, 2003, 2012, 2022, 2024 | 1978, 1987, 2005, 2016, 2025       |
| Manchester City         | 8       | 1          | 1970, 1976, 2014, 2016, 2018, 2019, 2020, 2021             | 1974                               |
| Manchester United       | 6       | 4          | 1992, 2006, 2009, 2010, 2017, 2023                         | 1983, 1991, 1994, 2003             |
| Chelsea                 | 5       | 5          | 1965, 1998, 2005, 2007, 2015                               | 1972, 2008, 2019, 2022, 2024       |
| Aston Villa             | 5       | 4          | 1961, 1975, 1977, 1994, 1996                               | 1963, 1971, 2010, 2020             |
| Tottenham Hotspur       | 4       | 5          | 1971, 1973, 1999, 2008                                     | 1982, 2002, 2009, 2015, 2021       |
| Nottingham Forest       | 4       | 2          | 1978, 1979, 1989, 1990                                     | 1980, 1992                         |
| Leicester City          | 3       | 2          | 1964, 1997, 2000                                           | 1965, 1999                         |
| Arsenal                 | 2       | 6          | 1987, 1993                                                 | 1968, 1969, 1988, 2007, 2011, 2018 |
| Norwich City            | 2       | 2          | 1962, 1985                                                 | 1973, 1975                         |
| Birmingham City         | 2       | 1          | 1963, 2011                                                 | 2001                               |
| Wolverhampton Wanderers | 2       | -          | 1974, 1980                                                 | -                                  |
| West Bromwich Albion    | 1       | 2          | 1966                                                       | 1967, 1970                         |
| Middlesbrough           | 1       | 2          | 2004                                                       | 1997, 1998                         |
| Newcastle United        | 1       | 2          | 2025                                                       | 1976, 2023                         |
| Queens Park Rangers     | 1       | 1          | 1967                                                       | 1986                               |
| Leeds United            | 1       | 1          | 1968                                                       | 1996                               |
| Stoke City              | 1       | 1          | 1972                                                       | 1964                               |
| Luton Town              | 1       | 1          | 1988                                                       | 1989                               |
| Sheffield Wednesday     | 1       | 1          | 1991                                                       | 1993                               |
| Swindon Town            | 1       | -          | 1969                                                       | -                                  |
| Oxford United           | 1       | -          | 1986                                                       | -                                  |
| Blackburn Rovers        | 1       | -          | 2002                                                       | -                                  |
| Swansea City            | 1       | -          | 2013                                                       | -                                  |
| West Ham United         | -       | 2          | -                                                          | 1966, 1981                         |
| Everton                 | -       | 2          | -                                                          | 1977, 1984                         |
| Bolton Wanderers        | -       | 2          | -                                                          | 1995, 2004                         |
| Sunderland              | -       | 2          | -                                                          | 1985, 2014                         |
| Southampton             | -       | 2          | -                                                          | 1979, 2017                         |
| Rotherham United        | -       | 1          | -                                                          | 1961                               |
| Rochdale                | -       | 1          | -                                                          | 1962                               |
| Oldham Athletic         | -       | 1          | -                                                          | 1990                               |
| Tranmere Rovers         | -       | 1          | -                                                          | 2000                               |
| Wigan Athletic          | -       | 1          | -                                                          | 2006                               |
| Cardiff City            | -       | 1          | -                                                          | 2012                               |
| Bradford City           | -       | 1          | -                                                          | 2013                               |

## Estadísticas
- Equipo con más títulos: Liverpool con 10.
- Equipo con más finales disputadas: Liverpool con 15.
- Goleador histórico:  Ian Rush con 49 goles.
- Jugador con más goles en una temporada:  Clive Allen con 12 goles en 1986-87.
- Jugador con más goles en un partido:  Frankie Bunn con 6 goles (Oldham Athletic vs. Scarborough - 25 de octubre de 1989).
- Jugadores con más títulos:
  -  Fernandinho del Manchester City con 6 títulos.
  -  Sergio Agüero del Manchester City con 6 títulos.

#### Goles
- Partido con más goles:
  - Reading 5-7 Arsenal (Octavos de final - Temporada 2012-13).
  - Dagenham & Redbridge 6-6 Brentford (Primera Ronda - Temporada 2014-15).
  - Grimsby Town 1-11 Wolverhampton Wanderers Football Club (Primera Ronda - Temporada 2022-23).
- Empate con más goles:
  - Dagenham & Redbridge 6-6 Brentford (Primera Ronda - Temporada 2014-15).
- Mayor goleada en una final:
  - Swansea City 5-0 Bradford City - Temporada 2012-13.
- Mayor goleada:
  - West Ham United 10-0 Bury (Segunda Ronda - 1983-84).
  - Liverpool 10-0 Fulham (Segunda Ronda - 1986-87).
  - Grimsby Town 1-11 Wolverhampton Wanderers Football Club (Primera Ronda - Temporada 2022-23).
- Tanda de penaltis más extensa:
  - 26 lanzamientos: Tranmere Rovers 12-11 Accrington Stanley (Primera Ronda - Temporada 2022-23)

## Entrenadores campeones
- Lista de técnicos con al menos 2 títulos en la Copa de la Liga.

| Rank | Técnico           | Nacionalidad      | Victorias | Años campeón           | Club(s)                          |
| ---- | ----------------- | ----------------- | --------- | ---------------------- | -------------------------------- |
| 1    | Brian Clough      | Inglaterra        | 4         | 1978, 1979, 1989, 1990 | Nottingham Forest                |
| 1    | Alex Ferguson     | Escocia           | 4         | 1992, 2006, 2009, 2010 | Manchester United                |
| 1    | José Mourinho     | Portugal          | 4         | 2005, 2007, 2015, 2017 | Chelsea (3), Manchester United   |
| 1    | Pep Guardiola     | España            | 4         | 2018, 2019, 2020, 2021 | Manchester City                  |
| 5    | Bob Paisley       | Inglaterra        | 3         | 1981, 1982, 1983       | Liverpool                        |
| 5    | George Graham     | Escocia           | 3         | 1987, 1993, 1999       | Tottenham Hotspur                |
| 7    | Joe Mercer        | Escocia           | 2         | 1961, 1970             | Aston Villa, Manchester City     |
| 7    | Bill Nicholson    | Inglaterra        | 2         | 1971, 1973             | Tottenham Hotspur                |
| 7    | Ron Saunders      | Inglaterra        | 2         | 1975, 1977             | Aston Villa                      |
| 7    | Ron Atkinson      | Inglaterra        | 2         | 1991, 1994             | Sheffield Wednesday, Aston Villa |
| 7    | Martin O'Neill    | Irlanda del Norte | 2         | 1997, 2000             | Leicester City                   |
| 7    | Gérard Houllier   | Francia           | 2         | 2001, 2003             | Liverpool                        |
| 7    | Manuel Pellegrini | Chile             | 2         | 2014, 2016             | Manchester City                  |
| 7    | Jürgen Klopp      | Alemania          | 2         | 2022, 2024             | Liverpool                        |

## Patrocinio
Desde 1982 la Copa de la Liga ha sido patrocinada por las siguientes empresas:
| Periodo   | Patrocinador                 | Nombre                    |
| --------- | ---------------------------- | ------------------------- |
| 1960-1981 | Sin patrocinador             | Football League Cup       |
| 1981-1986 | Milk Marketing Board         | Milk Cup                  |
| 1986-1990 | Littlewoods                  | Littlewoods Challenge Cup |
| 1990-1992 | Rumbelows                    | Rumbelows Cup             |
| 1992-1998 | Coca-Cola                    | Coca-Cola Cup             |
| 1998-2003 | Worthington Brewery          | Worthington Cup           |
| 2003-2012 | Molson Coors Brewing Company | Carling Cup               |
| 2012-2016 | Capital One                  | Capital One Cup           |
| 2016-2017 | Sin patrocinador             | EFL Cup                   |
| 2017-Act. | Carabao                      | Carabao Cup               |